# Черепаха (деревня)
Черепаха — деревня в Шенкурском районе Архангельской области. Входит в состав муниципального образования «Шеговарское».

## География
Деревня расположена в южной части Архангельской области, в таёжной зоне, в пределах северной части Русской равнины, в 36 километрах на север от города Шенкурска, на левом берегу реки Ледь, притока Ваги. Ближайшие населённые пункты: на юго-западе деревни Михеевская и Макушевская, на востоке деревня Абрамовская, на северо-востоке деревня Пушка.
Часовой пояс
Черепаха, как и вся Архангельская область, находится в часовой зоне МСК (московское время). Смещение применяемого времени относительно UTC составляет +3:00.

## Население
| 2002 | 2010 | 2012 |
| ---- | ---- | ---- |
| 0    | ↗1   | →1   |

## История
Указана в «Списке населённых мест Архангельской губернии на 1 мая 1922 года» как Черепашный хутор в составе Никольского сельского общества Шеговарской волости Шенкурского уезда. В поселении был 1 двор, в котором проживало 7 мужчин и 3 женщины.